# Территориальные округа Турку

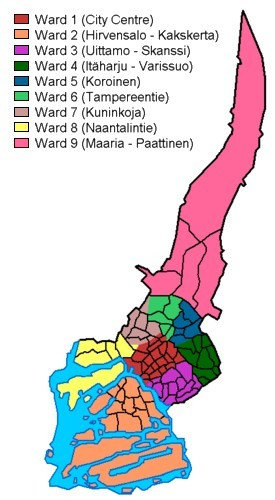
Округа Турку:
1. Центральный округ
2. Округ Хирвенсало-Какскерта
3. Округ Скансси-Уиттамо
4. Округ Итяхарью-Вариссуо
5. Округ Коройнен
6. Округ Тампереэнтие
7. Округ Кунинкойа
8. Округ Пансио-Юрккяля
9. Округ Маариа-Пааттинен

Территориальные округа Турку (фин. Turun suuralueet) — территориальные единицы города Турку, объединяющие несколько районов города. Границы округа в некоторых случаях могут пересекать границы районов.
На данный момент в Турку 9 округов объединяющих 134 городских районов.

## Округа города Турку
- Центральный округ
- Округ Хирвенсало-Какскерта
- Округ Скансси-Уиттамо
- Округ Итяхарью-Вариссуо
- Округ Коройнен
- Округ Тампереэнтие
- Округ Кунинкойа
- Округ Пансио-Юрккяля
- Округ Маариа-Пааттинен